# 三塩化ホウ素
三塩化ホウ素（さんえんかホウそ、英: boron trichloride）は化学式はBCl3で表される無機化合物である。常温において強い臭気のある無色の気体であり、単体のホウ素やホウ素化合物の製造に使用される。また、有機合成におけるエーテル結合の開裂反応、ケイ酸塩の分解および鋼の共溶媒としても使用される。

## 調製
ホウ素をハロゲンと反応させると、対応する三ハロゲン化ホウ素が生成する。しかし工業的には、三塩化ホウ素は炭素の存在下、酸化ホウ素を500 ℃にて塩素化することによって製造される。

B2O3 + 3 C + 3 Cl2 → 2 BCl3 + 3 CO
実験室的製法としては、三フッ化ホウ素と塩化アルミニウムのハロゲン交換反応を利用する。

## 構造
BCl3は、他の三ハロゲン化ホウ素と同様に三角平面分子であり、175pmの結合長を持つ。B-Cl間の距離が短いことを説明するために、ある程度のπ結合が提案されているが、その程度については議論がある。
BCl3は、AlCl3やGaCl3が4配位または6配位の金属中心を持つ二量体やポリマーを形成する傾向と対照的に二量化しない。
三ハロゲン化ホウ素の混合物のNMR研究では混合ハロゲン化物の存在が示されている。